# EX-205
La carretera EX-205 es de titularidad de la Junta de Extremadura. Su categoría es intercomarcal. Su denominación oficial es   EX-205 , de Portugal a Hervás por Villanueva de la Sierra y por Villasbuenas de Gata

## Historia de la carretera
Es la antigua C-513 que fue renombrada en el cambio del catálogo de Carreteras de la Junta de Extremadura en el año 1997.

## Inicio
Su origen está en la frontera con Portugal en el puente sobre el río Torto. (40°08′39″N 7°01′17″O / 40.144031, -7.021281)

## Final
Su final está en la localidad de Hervás. (40°16′21″N 5°51′43″O / 40.272381, -5.861997)